# Donogh O’Malley
Donogh O’Malley (irisch: Donnchadha Ó Máille; * Januar 1921 in Limerick, County Limerick; † 10. März 1968 ebenda) war ein irischer Politiker der Fianna Fáil.

## Biografie
O’Malley entstammte einer einflussreichen Politikerfamilie aus Limerick. Seine älteren Brüder Desmond O’Malley und Michael O’Malley waren Oberbürgermeister von Limerick. Sein Neffe Desmond O’Malley wurde später Minister sowie nach dem Ausschluss aus der Fianna Fáil Gründer und langjähriger Vorsitzender der Progressive Democrats. Donogh O’Malleys Sohn Daragh O’Malley (* 1954) ist heute Schauspieler und stellte seinen Vater 2019 auch in einem Werbespot für die Allianz-Versicherung dar.
Er selbst war nach dem Studium als Bauingenieur tätig und begann seine nationale Laufbahn als Kandidat der Fianna Fáil 1957 mit der erstmaligen Wahl zum Abgeordneten (Teachta Dála) des Unterhauses (Dáil Éireann). Dort vertrat er nach drei anschließenden Wiederwahlen bis zu seinem Tode den Wahlkreis Limerick East.
1961 war er für kurze Zeit ebenfalls Oberbürgermeister von Limerick, wurde dann aber kurz darauf von Premierminister (Taoiseach) Seán Lemass zum parlamentarischen Sekretär beim Finanzminister ernannt und übernahm damit sein erstes Regierungsamt.
Am 21. April 1965 berief ihn Premierminister Lemass dann zum Gesundheitsminister. Nach dem Amtsantritt von Lemass’ Nachfolger Jack Lynch wurde er von diesem anschließend am 13. Juli 1966 zum Bildungsminister ernannt und behielt dieses Ministeramt bis zu seinem unerwarteten Tod im März 1968 im Alter von 47 Jahren an einem Herzinfarkt.
Als Bildungsminister war er vor allem wegen seiner umfangreichen Reformen bekannt. Zum einen kam es zur Einführung der Regionalkollegs für Technologie in Gebieten, in denen es zuvor keine Tertiären Bildungsbereiche gab. Des Weiteren setzte er sich für die Gründung der University of Limerick ein, zu der es allerdings erst 1972 kam. Andererseits scheiterte er jedoch bei seinem Versuch der Zusammenlegung des Trinity College und des University College in Dublin trotz Unterstützung durch den damaligen Justizministers Brian Lenihan, der nach seinem Tod sein Nachfolger als Bildungsminister wurde. O’Malleys Bildungsreformen werden oft als wichtiger Moment der irischen Geschichte im 20. Jahrhundert gesehen, da sie eine entscheidende Grundlage für den irischen Wirtschaftsboom ab Mitte der 1990er-Jahre legten.